# Phong trào Minh Tân
Phong trào Minh Tân (còn gọi là phong trào Duy Tân ở Nam Kỳ) do Hội Minh Tân (kể từ đây trở đi có khi gọi tắt là Hội) đề xướng và lãnh đạo, là một cuộc vận động duy tân nước Việt Nam theo gương người Trung Quốc và người Nhật Bản hồi đầu thế kỷ 20.
Phong trào khởi phát từ năm 1901 đến năm tháng 10 năm 1908 thì suy yếu dần vì người đứng đầu Hội là Trần Chánh Chiếu (1869-1919) bị bắt giam, các tổ chức kinh tế của Hội bị triệt phá vì nhà cầm quyền thực dân Pháp biết rằng phong trào này có mối quan hệ với phong trào Đông Du của chí sĩ Phan Bội Châu .

## Lịch sử

### Khởi phát
Ngay từ năm 1901, tức trước khi có Duy Tân hội (1904) và phong trào Duy Tân (1906), báo Nông Cổ mín đàm (số đầu tiên) ở mục Thương cổ luận (Bàn luận về nghề buôn bán) đã có lời khẳng định rằng: Sự đại thương là đệ nhứt cách giúp cho dân phú quốc cường.
Kể từ đó theo nhà văn Sơn Nam, thì Lương Khắc Ninh (người Vĩnh Long, chủ bút tờ báo trên) đã lần lượt cho đăng nhiều bài chỉ dẫn cách trồng cây, cách chiết nhánh cây, cách thành lập thương cuộc; và cho đăng nhiều bản tin cho biết giá lúa gạo trên thị trường...Đặc biệt trong số báo ra ngày 22 tháng 9 năm 1904, ông Ninh còn đề xướng việc lập ra một hãng buôn (người Việt và người Pháp cùng hùn vốn) để thu mua lúa gạo tại Nam Kỳ, đồng thời bán lại những hàng hóa cần thiết. Ông lại còn đề ra kế hoạch cạnh tranh với người Hoa kiều đang có uy thế ở Chợ Lớn, bằng cách lập tạo vài trung tâm thương mại mới ở chợ cũ Mỹ Tho, hoặc ở vàm rạch Trà Ôn,...
Ghi nhận công lao tờ Nông Cổ mín đàm, GS. Trần Văn Giàu viết:
Nông Cổ mín đàm (Trong chén trà bàn chuyện nông thương) là một tờ báo chữ Quốc ngữ đáng để ý nhất lúc này. Báo sống từ 1901 đến 1924. Một thời, báo đăng nhiều bài tiến bộ, có ít nhiều ý thức về vai trò văn hóa và tư tưởng của một cơ quan ngôn luận. Chính nó đã đăng những bài đầu tiên ở Nam Kỳ, cũng là ở cả nước, về "duy tân", "minh tân"... Ý thức tư sản bản xứ đã nổi bật lên trong loạt bài "Thương cổ thiệt luận" (từ số 168 đến số 183)...

### Hoạt động công khai
Tuy nhiên, cuộc vận động Minh Tân thật sự trở thành phong trào kể từ khi Trần Chánh Chiếu thay Lương Khắc Ninh làm chủ bút tờ Nông Cổ mín đàm.
Trần Chánh Chiếu (còn gọi là Gilbert Chiếu) là một người giàu có ở Rạch Giá, có quốc tịch Pháp và hàm Đốc phủ. Vì yêu thích nghề báo, ông đã bán đi một gia tài để lên Sài Gòn tham gia. Ở đây, ông kết thân với các nhân sĩ yêu nước, như Bùi Chí Nhuận , Nguyễn An Khương, Nguyễn Thần Hiến, Nguyễn Quang Diêu, Đặng Thúc Liêng, Lương Khắc Ninh, Trương Duy Toản...
Nghe tiếng ông là người nhiệt tình yêu nước, Phan Bội Châu lúc bấy giờ đang ở Hương Cảng (Hồng Kông), liền mời sang gặp ông và sang Nhật Bản gặp Kỳ Ngoại hầu Cường Để 
Trở về nước, hưởng ứng lời kêu gọi của Phan Bội Châu, Gilbert Chiếu đã vận động nhiều thanh niên sang Nhật Bản học tập theo phong trào Đông Du và phổ biến các tác phẩm yêu nước của cụ Phan. Đồng thời, với vai trò chủ bút tờ tuần báo Lục tỉnh tân văn (lập năm 1907), Trần Chánh Chiếu công khai hô hào duy tân cứu nước, lập Nam Kỳ minh tân công nghệ và nhiều cơ sở kinh tài khác. Sách Từ điển nhân vật lịch sử Việt Nam, chép:
Năm 1907, Trần Chánh Chiếu làm chủ bút báo Lục tỉnh tân văn, công khai hô hào quốc dân duy tân cứu nước .
Vậy có thể nói, Hội Minh Tân chính thức ra đời và công khai lãnh đạo phong trào do nó đề ra kể từ năm 1907, sau nhiều năm hoạt động bán công khai.

### Tên gọi và mục đích
Căn cứ theo quyển Minh tân tiểu thuyết (Lời vặt nói về chủ thuyết Minh tân) do Trần Chánh Chiếu biên soạn, thì tên Hội Minh Tân lấy theo chữ trong sách Đại học đó là "minh minh đức" (làm cho sáng đức sáng) và "tác tân dân" (đổi mới cho dân) 
Từ ý nghĩa này, Hội Minh Tân đã đề ra mục đích cụ thể cho phong trào là:
Phát triển công thương nghiệp, mở mang trường học, sửa đổi phong tục là những vấn đề tương quan nhau để đạt mục đích sau cùng là đánh đổ ách thống trị của thực dân Pháp, thành lập chế độ quân chủ lập hiến, tôn Kỳ Ngoại hầu Cường Để làm vua 
Về tổ chức của Hội, hiện chưa có thông tin, tuy nhiên khi đề cập đến phong trào Minh Tân, sách Đại cương lịch sử Việt Nam (Tập 2) đã cho biết sơ lược như sau:
Nhìn chung, phong trào Duy Tân ở Nam Kỳ có những yêu cầu và hình thức tổ chức ở mức độ cao hơn so với Bắc Kỳ và Trung Kỳ. Chủ trương của Phan Bội Châu với danh nghĩa Cường Để có vai trò quan trọng trong việc tập hợp lực lượng này  

### Phát động phong trào Minh Tân
Chương trình hành động công khai của Hội Minh Tân bao gồm hai phần chính, đó là:
- Lập những cơ sở kinh tài để vừa lấy tiền lời cho Hội, vừa là nơi tập hợp và dung chứa các đồng chí, phân phát các tài liệu cách mạng...Lược kê một số cơ sở lớn như sau:

- Nam Trung khách sạn ở số 4 đường Amiral Krantz, Sài Gòn: Khai trương ngày 15 tháng 11 năm 1907, tổng lý đầu tiên là Trần Chánh Chiếu.
- Minh Tân khách sạn ở Mỹ Tho, đối diện với ga xe lửa và bến tàu lục tỉnh. Nguyên tên là Nam Kỳ lữ điếm, do ông Huỳnh Đình Điển làm chủ và nhà văn Nguyễn Chánh Sắt làm quản lý. Đầu năm 1908, 2 ông giao lại cho Trần Chánh Chiếu quản lý và đổi tên thành Minh Tân khách sạn. Ngày khai trương không rõ, chỉ biết ngày 6 tháng 8 năm 1908 thì ông Huỳnh Đình Điển làm quản lý thay cho Gibert Chiếu.
- Nam Kỳ Minh Tân Công nghệ xã: Đây là một công ty cổ phần gần giống các công ty của Pháp lúc bấy giờ, trụ sở chính đặt ở Mỹ Tho, do Trần Chánh Chiếu làm Tổng lý. Ngày thành lập không rõ, chỉ biết kỳ thu tiền hùn vốn lần thứ nhất vào tháng 2 năm 1908. Sau đó, công ty lập được hãng Sà bông Con Vịt (Savon Canard ở gần cầu sắt Mỹ Tho, ngang rạp hát Tư Lài...
- Chiêu Nam lầu ở số 49 đường Kinh lấp (Boulevard Charner) gần chợ Cũ Sài Gòn, do Nguyễn An Khương thành lập.
Ngoài ra, còn rất nhiều hiệu buôn nhỏ khác do các thành viên khác trong Hội thành lập, như Tân Hóa thương hội ở Chợ Gạo (Tiền Giang), Hội tương trợ giáo viên ở Gò Công (Tiền Giang), Minh Tân thương cuộc ở Tầm Vu (Tân An, Long An), hiệu buôn Nam Hòa ở Bến Tre, Công ty Nam Chấn Thành ở Chợ Lớn, hiệu buôn Nam Hòa Lợi ở chợ Mỏ Cày (Bến Tre), hiệu buôn Nam Đồng Hưng ở chợ Rạch Giá, v.v...
Viết bài cổ súy phong trào Minh Tân trên tờ Lục tỉnh tân văn, đây được xem như là cơ quan ngôn luận chính thức của Hội.
Lục tỉnh tân văn là tờ tuần báo viết bằng chữ quốc ngữ do F.H. Schneider, một chủ nhà in người Pháp sáng lập, Trần Chánh Chiếu làm chủ bút. Số báo đầu tiên không đề ngày, số 2 đề ngày 21 tháng 11 năm 1907. Để khích lệ việc mua bán và phát triển công nghệ, trên tờ báo này đã đưa ra vài sáng kiến như ra đề thi, ai viết bài nói rõ về cách dùng các loại cây (như cây tre, cây dừa, cây chuối...), thì được thưởng nhiều kỳ báo. Và từ số 23, báo cho biết sẽ sẵn sàng giới thiệu các hiệu buôn.
Ghi nhận công lao của Trần Chánh Chiếu và tờ Lục tỉnh tân văn, GS. Trần Văn Giàu viết: 
Trong thời gian này, tờ Lục tỉnh tân văn lại là tờ báo đáng chú ý nhất, nhất là khi Trần Chánh Chiếu làm chủ bút. Ông Chiếu là người cầm đầu phong trào Minh Tân. Chính ông nói rằng lập báo ra để nhằm "biển cải Nam nhân", khuyến khích "người An Nam lo việc thương mãi, học nghề nghiệp mà tranh đua quyền lợi với Chệt (Hoa kiều) với Chà (người Java). Ông Chiếu chẳng những kêu gọi mở cuộc Minh Tân, mà bản thân ông cũng lập hãng, kêu hùn, đồng thời ông cũng kêu gọi mọi người góp sức xây dựng nền quốc văn. Lục tỉnh tân văn, thời Trần Chánh Chiếu có hoạt động thật sự trên mặt văn chương và chính trị...

### Tan rã
Lúc hoạt động cho phong trào, Trần Chánh Chiếu bị thực dân Pháp cử người theo dõi, bị Trần Bá Thọ (làm chức phủ, em ruột Trần Bá Lộc) dòm ngó. Tháng 10 năm 1908 tại Sài Gòn, Trần Chánh Chiếu bị thực dân Pháp bắt giam vì tội có quan hệ với phong trào Đông Du và viết báo chống lại họ. Theo nhà văn Sơn Nam thì có đến 91 người bị bắt trong vụ này .
Nhờ chí sĩ Phan Văn Trường ở Paris (Pháp) vận động và Chính phủ Nhật can thiệp, tháng 4 năm 1909, ông được thả. Sau đó, ông về Rạch Giá và Mỹ Tho bán hết ruộng đất, phố xá để trả nợ, rồi ở luôn Sài Gòn lập tiệm buôn lấy tiền lời bí mật giúp Phan Bội Châu và Cường Để hoạt động. Năm 1917, ông lại bị tòa án quân sự Sài Gòn bắt giam một lần nữa vì cho ông là người ám trợ Phan Xích Long khởi nghĩa chống Pháp hồi tháng 2 năm 1916. Bị giam một thời gian ông mới được trả tự do. Ông mất năm 1919 tại Sài Gòn.
Sau khi Ông Chiếu bị bắt, công cuộc Minh Tân tan rã dần. Một phong trào "tẩy chay Chi-noa" (tức Chinois, ở đây chỉ người tư sản Hoa kiều) được phát động lần nhì vào khoảng năm 1917, nhưng chỉ gây được tiếng vang mà thôi. Sau đó, một số thành viên tiếp tục hoạt động bí mật, một số khác ở ẩn hoặc cầu an.

## Nhận xét
Theo GS. Trần Văn Giàu, thì:
Phong trào Minh Tân thật ra cũng là một phong trào chính trị tương đương với phong trào Đông Kinh nghĩa thục ở Bắc-Trung, và hai bên có mối quan hệ với nhau .
Mặc dù cũng là một phong trào chính trị tương tương, nhưng theo nhà văn Sơn Nam, thì mãi đến nay dường như nó không được đặt đúng mức quan trọng. 
Trong khi chờ đợi một công trình nghiên cứu khoa học và đầy đủ, nhà văn đã đưa những nhận xét bước đầu như sau:
...Phong trào Minh Tân lôi cuốn giới điền chủ, một số quan lại và con nhà khá giả ở Mỹ Tho, Tân An, Cần Thơ,...đến mức khiến thực dân phải khó nghĩ, lo ngại...Tuy nhiên, phong trào chưa lôi cuốn được giới nông dân, mặc dù người lãnh đạo hiểu rằng nông dân là tầng lớp cơ cực nhứt. Giới điền chủ Nam Kỳ chưa lột xác để trở thành tư bản được...
Về báo chí, cuộc Minh Tân để lại thành tích đáng kể là bộ báo "Lục tỉnh tân văn" từ số 1 đến số 50. Đây là tờ báo đối lập, công khai tranh đấu chống thực dân Pháp với chủ đích rõ rệt gần như đầu tiên trong làng báo Việt Nam.
Về âm nhạc và kịch nghệ, thành tích lại càng sáng tỏ hơn: ông Hoàng Tuấn Trai, cộng sự viên của báo "Lục tỉnh tân văn" trở thành người soạn bài ca khá nổi danh, góp phần không nhỏ vào phong trào đờn ca tài tử, mở đầu cho lối ca ra bộ; các ông Đặng Thúc Liêng, Nguyễn Viên Kiều góp công trong việc dựng lên tuồng cải lương có thể nói là đầu tiên của miền Nam. Ông Trương Duy Toản doạn tuồng cho gánh hát thầy Nam Tú ở Mỹ Tho, ông Nguyễn Trọng Quyền cũng là soạn giả lừng danh một thời.
Ông Lê Văn Trung được "Lục tỉnh tân văn" số 27 giới thiệu là người của Minh Tân, về sau này là vị Quyền Giáo Tông của đạo Cao Đài, một tôn giáo mới tổng hợp Đông Tây thu hút nhiều đồng bào theo Minh Tân lúc trước, khiến thực dân lo ngại...

## Sách tham khảo
- Trần Văn Giàu, Lược sử Thành phố Hồ Chí Minh trong Địa chí Thành phố Hồ Chí Minh (Tập I). Nhà xuất bản Thành phố Hồ Chí Minh, 1987.
- Sơn Nam, Miền Nam đầu thế kỷ 20-Thiên Địa hội và Cuộc Minh Tân. Nhà xuất bản Trẻ, 2004.
- Sơn Nam, Lịch sử khẩn hoang miền Nam. Nhà xuất bản Văn Nghệ Thành phố Hồ Chí Minh, 1994.
- Đinh Xuân Lâm-Nguyễn Văn Khánh-Nguyễn Đình Lễ, Đại cương lịch sử Việt Nam (Tập 2). Nhà xuất bản Giáo dục, 2006.
- Trịnh Vân Thanh, Thành ngữ điển tích danh nhân từ điển (Quyển 2). Nhà xuất bản Hồn thiêng, Sài Gòn, 1967.
- Nguyễn Huệ Chi, mục từ Trần Chánh Chiếu trong Từ điển văn học (bộ mới). Nhà xuất bản Thế giới, 2004.
- Nguyễn Q. Thắng-Nguyễn Bá Thế, Từ điển nhân vật Việt Nam, mục từ Trần Chánh Chiếu. Nhà xuất bản Khoa học xã hội, 1992.